# 学校法人香川県明善学園
学校法人香川県明善学園（かがわけんめいぜんがくえん）とは、香川県高松市亀岡町1番10号に本部を置く学校法人。

## 現在運営している学校
- 英明高等学校

## 過去に運営していた学校
- 香川県明善短期大学（2004年閉学）
- 香川県明善中学校（2002年休校）